# Gorey (Jersey)

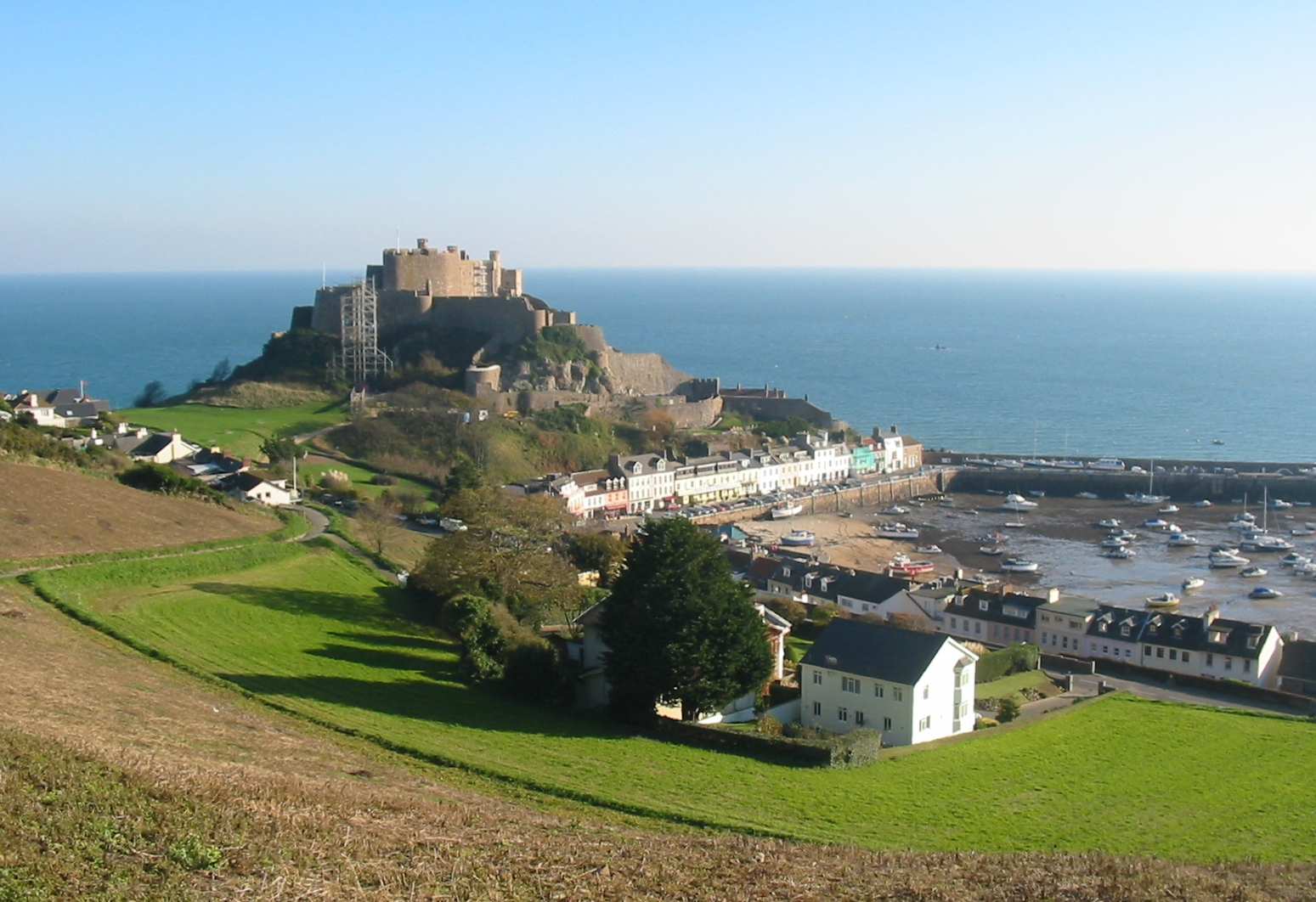
Gorey mit Schloss Mont Orgueil

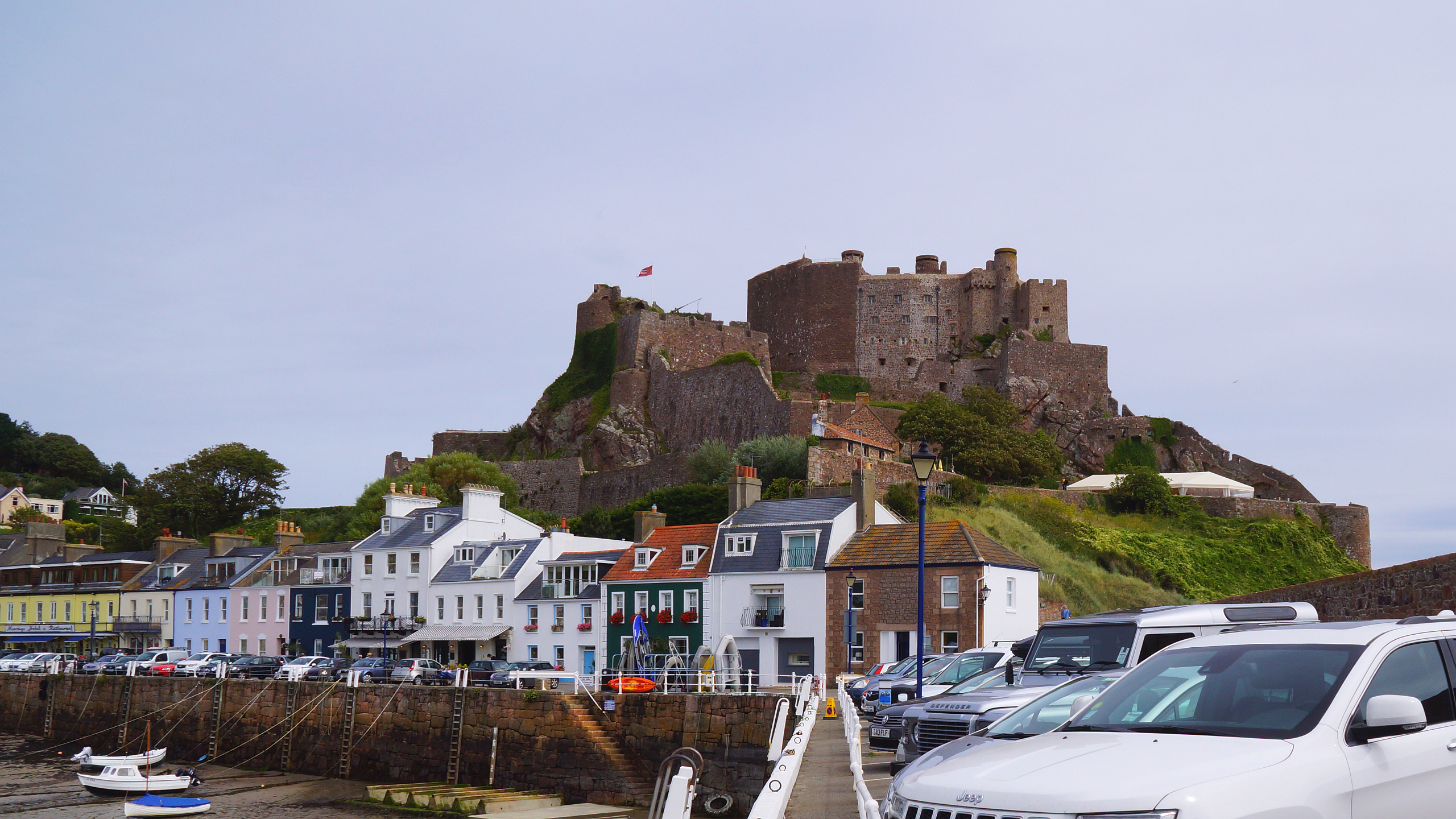
Gorey am Hafen mit Burg Mont Orgueil

Gorey ist ein Dorf im Gemeindegebiet von Saint Martin und Grouville. Gorey befindet sich an der Ostküste Jerseys. Besondere Bedeutung hat der Hafen Goreys, der zu den drei wichtigsten der Insel gehört.